# Eugen Sacharias
Eugen Sacharias, in Estland Eugen Saarelinn genannt, (* 21. April 1906 in Berlin, Deutschland; † 13. März 2002 in Adelaide, Australien) war ein deutsch-estnischer Architekt.

## Leben
Eugen Sacharias studierte von 1925 bis 1931 an der Technischen Universität Prag. 1931–1932 arbeitete er im Tallinner Büro des bekannten Architekten Eugen Habermann (1884–1944). Anschließend gründete Sacharias sein eigenes Architekturbüro in Estland.
1941 floh Sacharias, der den estnischen Nachnamen Saarelinn angenommen hatte, vor dem sowjetischen Terror nach Deutschland. Er lebte in Berlin, Gleiwitz und Werneck. Von Deutschland ging er 1949 nach Australien, wo er bis zu seinem Tod als Architekt tätig blieb.

## Architektur
Eugen Sacharias war einer der bedeutendsten und einflussreichsten Planer der Wohnungsarchitektur in Tallinn und Estland in den 1930er Jahren. Sein Stil war zunächst funktionalistisch. Erst in der zweiten Hälfte der 1930er Jahre wurden repräsentativere Jugendstil-Elemente sichtbar. Er schuf auch einige Sakralbauten.
Als einer der ersten Architekten in Estland verwendete Sacharias zur Fassadengestaltung einheimischen Marmor aus Vasalemma.

## Bauten und Entwürfe (Auswahl)
- Villa in Nõmme, Rulli-Straße 3 (1933)
- Villa in Nõmme, Pärnu maantee 169 (1933)
- Wohnhaus in Tallinn, Pärnu maantee 23 (1933/34)
- Wohnhaus in Tallinn, Roosikrantsi-Straße 19 (1934)
- Gebetshaus der Brüdergemeinde in Tallinn, Kaupmehe-Straße 15 (1934)
- Wohnhaus in Tallinn, Pärnu maantee 26 (1935)
- Wohnhaus in Tallinn, Aia-Straße 5, 5a und 5b (1934/35)
- Wohnhaus in Tallinn, Pärnu maantee 8 (1936/37)
- Wohnhaus in Tallinn, Tartari-Straße 6 (1936)
- Wohnhaus in Tallinn, Väike-Karja 9 (1937)
- Eigenheim in Nõmme, Mai-Straße 20 (1937)
- Peeteli-Kirche in Tallinn-Pelgulinn (1936–38)[2]
- „Grand Hotel“ in Viljandi (vormals Hotel „EVE“, 1937/38)
- Wohnhaus in Tallinn-Merivälja, Kesk tee 32/Aia-Straße 13 (1939)
- Kirche der Friedensgemeinde von Tudulinna (1939)
- Haus von Eesti Fosforiid in Maardu (1940)